# Долно Агларци
Доњи Агларци (мкд. Долно Агларци) су насеље у Северној Македонији, у јужном делу државе. Доњи Агларци припадају општини Новаци.

## Географија
Насеље Доњи Агларци је смештено у јужном делу Северне Македоније. Од најближег већег града, Битоља, насеље је удаљено 18 km источно.
Доњи Агларци се налазе у средишњем делу Пелагоније, највеће висоравни Северне Македоније. Насељски атар је равничарски, док се даље ка истоку издиже Селечка планина. Западно од насеља протиче Црна река. Надморска висина насеља је приближно 590 метара.
Клима у насељу је континентална.

## Становништво
Доњи Агларци су према последњем попису из 2002. године имали 167 становника.
Претежно становништво по последњем попису су етнички Македонци (100%).
Већинска вероисповест је православље.